# Sematophyllum parisii
Sematophyllum parisii là một loài Rêu trong họ Sematophyllaceae. Loài này được Broth. miêu tả khoa học đầu tiên năm 1925.